# Trichinopus titania
Trichinopus titania är en skalbaggsart som beskrevs av Louis Albert Péringuey 1904. Trichinopus titania ingår i släktet Trichinopus och familjen Melolonthidae. Inga underarter finns listade i Catalogue of Life.